# 1949 ve fotografii
Tento článek popisuje významné události roku 1949 ve fotografii.

## Události
- Picasso během spolupráce s fotografem Gjonem Milim namaloval světlem do vzduch kentaura. Vznikly tak jeho první malby světlem – luminografie, při kterých maloval do vzduchu kentaury, býky, řecké profily nebo svůj podpis.[1]

- Stanley Kubrick nasnímal známé fotografie pro Gritty Images v Chicagu.[2]

- Společnost Fédération photographique de France byla přejmenována na Francouzskou národní federaci fotografických společností. Její centrála se v roce 1957 přestěhovala na Rue Faraday č. 9 v Paříži.

## Ocenění
- Pulitzer Prize for Photography – Nathaniel Fein, New York Herald-Tribune, za fotografii The Babe Bows Out, Babe Rutha v jeho dresu číslo 3 u Yankees.

## Významná výročí
- Le Graz zveřejnil mokrý kolodiový proces.
- 11. prezident USA James K. Polk se stal prvním prezidentem v úřadu, který byl fotografován. Snímky byly pořízeny v newyorském ateliéru Mathewa Bradyho.

## Narození v roce 1949

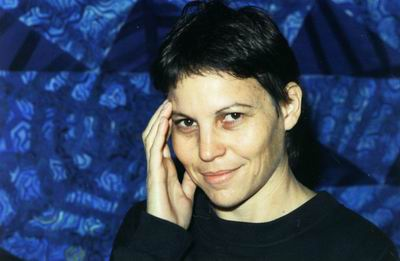
Deganit Berestová, izraelská fotografka a umělkyně

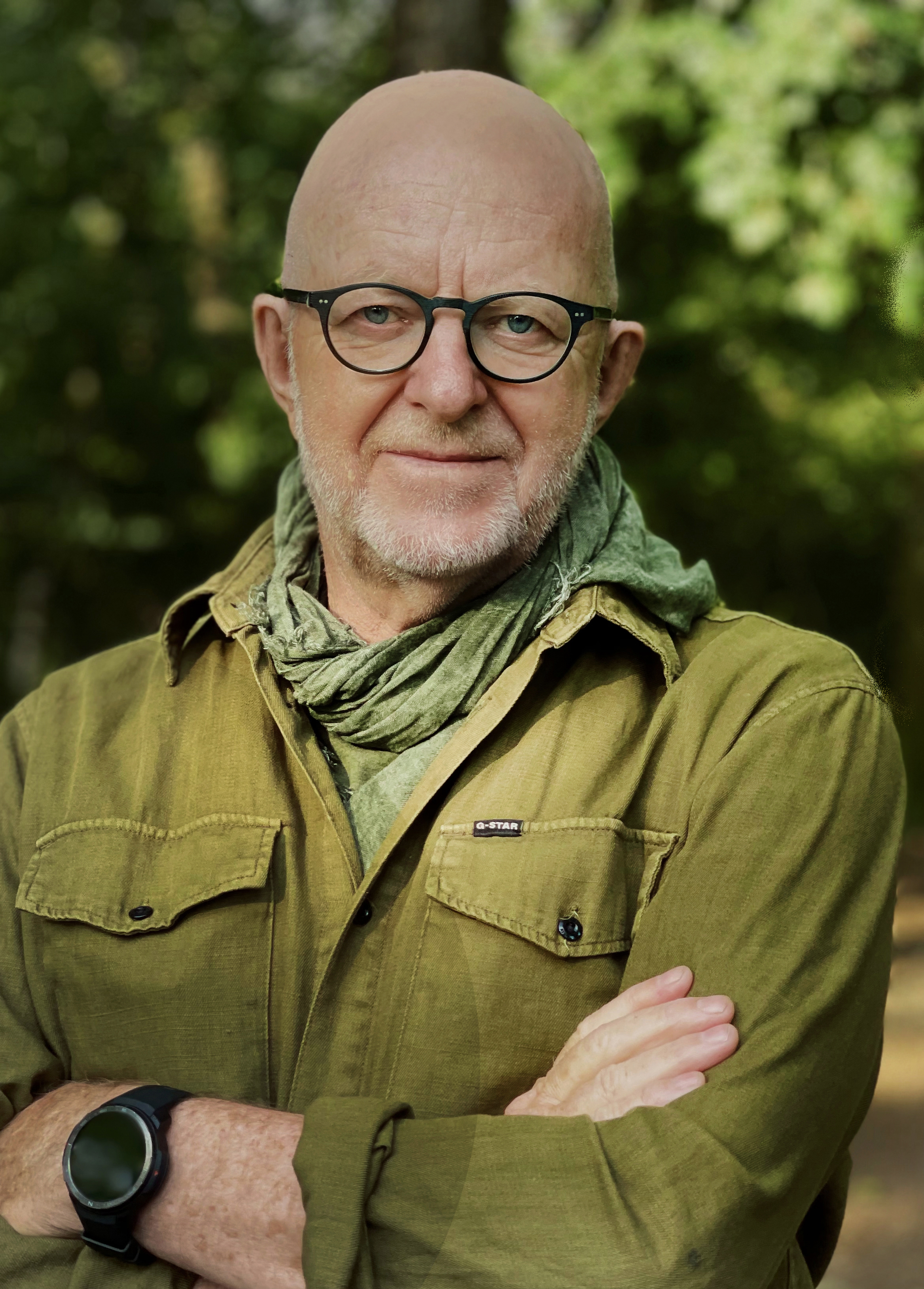
V tomto roce se narodil František Zvardoň, francouzsko-český fotograf, reportér a kameraman

- 6. ledna – Guy van Grinsven, nizozemský fotograf († 11. října 2021)
- 15. ledna – Bernard Birsinger, francouzský fotograf
- 16. ledna – Rodney Graham, kanadský sochař, malíř, fotograf a filmař († 22. října 2022)
- 19. ledna – Marc Jeudy, francouzský fotograf
- 20. ledna – Jošiharu Sekino, japonský objevitel a fotograf
- 23. ledna – Bert Verhoeff, nizozemský fotograf
- 14. února – Stanley Greene, americký novinářský fotograf († 19. května 2017)
- 11. února – John Goto, britský umělecký fotograf, zabýval se satiricky řadou historických, kulturních a společensko-politických tematických oblastí († 2. srpna 2023)
- 17. února – Anne-Lise Reinsfeltová, norská fotografka, v letech 1981 až 2013 byla zaměstnána v Norském lidovém muzeu
- 27. února – Jaroslav Vančát, český pedagog, kunsthistorik, výtvarník a fotograf
- 8. března – Jozef Lietavec, slovenský kameraman a fotograf
- 13. března – Agnès Bonnot, francouzská herečka a fotografka
- 27. března – Anna Turbau, španělská fotožurnalistka spojená s kontrakulturou a fotografickým realismem, realizovala dokumentární projekty, zvláště v Galicii v letech 1975 až 1979 († 19. března 2025)
- 7. dubna – Patrick Chauvel, francouzský válečný fotograf
- 18. dubna – Lois Greenfieldová, americká fotografka známá zachycováním člověka v pohybu a využitím pohybu jako kompozičního prvku ve svém umění
- 20. dubna – Clara Gutsche, americko kanadská fotografka
- duben – František Weyda, český biolog, entomolog, pedagog a fotograf, specializující se na mikroskopii
- 15. května – Zdeněk Lhoták, český fotograf
- 18. května – Hans Eijkelboom, nizozemský konceptuální fotograf
- 22. května – Françoise Saur, francouzský fotograf, držitel ocenění prix Niépce z roku 1979
- 31. května – Pavel Heřman, fotograf a politik
- 5. června – Donna Ferrato, italská novinářská fotografka působící v New Yorku
- 7. června – Björn Dawidsson, švédský fotograf působící ve Stockholmu
- 16. června – Arnaud Claass, fotograf
- 20. června – František Zvardoň, francouzsko-český fotograf, reportér a kameraman († 13. listopadu 2024)
- 29. června – Marie-Ange Donzé, francouzská fotografka († 30. srpna 2006)
- 9. července – Suzanne Lafontová, francouzská fotografka
- 21. července – Jean-Baptiste Mondino, francouzský portrétní a módní fotograf
- 6. srpna – Richard Prince, americký malíř a fotograf
- 3. září – Patrick Chapuis, francouzský fotograf († 13. ledna 2021) [3]
- 12. září – Samvel Sevada, arménský umělec, fotograf a básník
- 21. září – Arne Walderhaug, norský fotograf
- 2. října – Annie Leibovitzová, americká fotografka
- 3. října – Laurie Simmons, americká fotografka
- 7. října – Nan Melville, americká fotografka a specialistka na taneční fotografii († 18. března 2022)
- 14. října – Cristina García Rodero, španělská fotografka
- 21. října – Sophie Ristelhueberová, francouzská fotografka a umělkyně
- 22. října – David C. Peterson, americký fotograf a novinář, vítěz Pulitzerovy ceny za fotografii
- 8. prosince – Kathy Willensová, americká fotografka a fotožurnalistka, jedna z prvních fotoreportérek Associated Press († 16. července 2024)
- ? – Magali Jauffretová, francouzská novinářka a kritička specializující se na fotografii a současné umění v deníku L'Humanité († 20. června 2025)
- ? – K. Jayaram, indický fotograf přírody a průkopník v oblasti makrofotografie[4] († 2. července 2023)
- ? – Deganit Berestová, izraelská fotografka a umělkyně
- ? – Oded Yedaya, izraelský fotograf a multidisciplinární umělec
- ? – James B. Dickman, americký fotograf
- ? – Džódži Hašiguči, japonský fotograf a spisovatel
- ? – Manabu Mijazaki, japonský fotograf divoké přírody
- ? – Tošio Šibata, japonský fotograf, Cena Higašikawy, Cena za fotografii Ihei Kimury
- ? – Laurence Aberhart, novozélandský fotograf
- ? – Sadajuki Mikami, japonský fotograf, držitel ocenění World Press Photo 1978
- ? – Hideaki Učijama, japonský fotograf († 14. dubna 2014)
- ? – Beatrix Von Conta, německá fotografka
- ? – Bernard Just, fotograf
- ? – Birgit Jürgenssen, rakouská fotografka († 2003)
- ? – C. C. Lockwood, fotograf
- ? – Carol Jerrems, fotograf
- ? – Chip Berlet, fotograf
- ? – Claude Gassian, fotograf
- ? – Claude Nori, fotograf
- ? – Craigie Horsfield, fotograf
- ? – Daniel Lainé, fotograf
- ? – Demo Wangjoe Dorjee, fotograf
- ? – Francis Grosjean, fotograf
- ? – François Lagarde, fotograf
- ? – François Lartigue, fotograf
- ? – Frédérique Darragon, fotograf
- ? – Garo Aida, fotograf
- ? – Graziano Arici, fotograf
- ? – Guy Hersant, fotograf
- ? – Hartmut Mirbach, fotograf
- ? – Jacques Delacroix, fotograf
- ? – Joël Pèlerin, fotograf
- ? – John Davies, fotograf
- ? – Jonathan Scott, fotograf
- ? – Kenro Izu, fotograf
- ? – Margaret Courtney-Clarke, namibijská fotografka
- ? – Max Pam, fotograf
- ? – Nhàn Nguyen, fotograf
- ? – Olivier Rebbot, fotograf
- ? – Patrick de Wilde, fotograf
- ? – Philippe Barraud, švýcarský fotograf a spisovatel
- ? – Richard Baillargeon, fotograf
- ? – Robert Chouraqui, fotograf
- ? – Sanja Iveković, fotograf
- ? – Sebastiano Fini, fotograf
- ? – Stasys Eidrigevičius, fotograf
- ? – Tadaši Šimada, japonský fotograf
- ? – Ton Huijbers, fotograf
- ? – Ulrich Wüst, fotograf
- ? – Vijay Kranti, fotograf
- ? – Yves Dessca, francouzsko-americký textař, hudební skladatel, producent, malíř a příležitostně módní fotograf
- ? – Goranka Matičová, srbská historička umění, fotografka a lektorka, její dílo zahrnuje portréty spisovatelů, rockových a popových hudebníků (13. srpna 1949 – 5. ledna 2025)

## Úmrtí v roce 1949

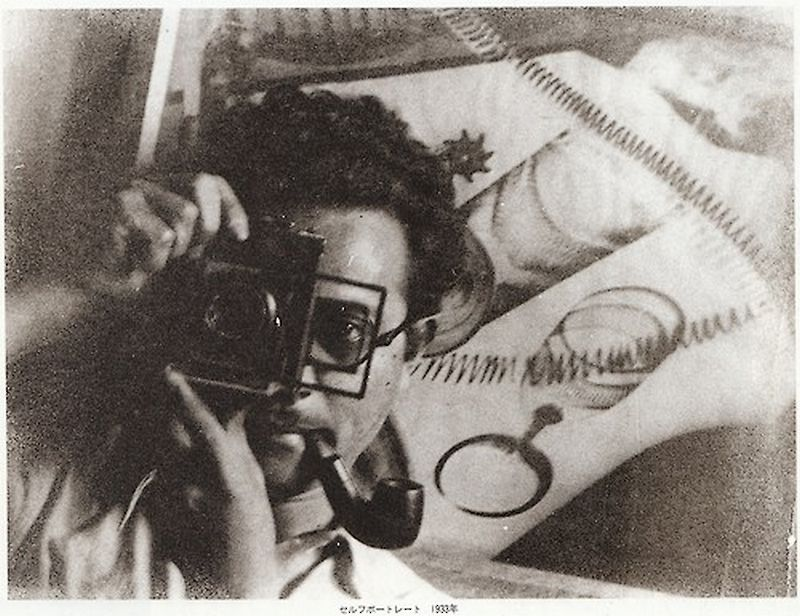
V tomto roce zemřel Iwata Nakajama, japonský fotograf

- 19. ledna – Benedicte Wrensted, dánská fotografka (* 10. února 1859)
- 5. února – Aizó Morikawa, japonský fotograf (* 1878)
- 20. ledna – Iwata Nakajama, japonský fotograf (* 3. srpna 1895)
- 21. února – Anders Beer Wilse, norský fotograf (* 12. června 1865)
- 22. února – Marie Høeg, norská fotografka (* 15. dubna 1866)
- 4. března – Lena Connellová, anglická portrétní fotografka a sufražetka (* 27. července 1875)
- 22. března – Rudolf Vojtěch Špillar, malíř a popularizátor fotografie (* 11. února 1878)
- 24. června – Mia Greenová, švédská fotografka, v Haparandě dokumentovala historii, zejména během první světové války (* 14. dubna 1870)
- 14. srpna – Edith Irvine, americká fotografka, která dokumentovala zemětřesení v San Francisku v roce 1906 (* 7. ledna 1884)
- 16. září – Leopold Albert, dánský fotograf v Kodani a královský dvorní fotograf (* 24. listopadu 1868)
- 31. října – Jindřich Bišický, český válečný fotograf (* 11. února 1889)
- 3. října – Ernest J. Bellocq, americký fotograf (* 1873)
- 28. listopadu – Ellisif Wessel, norská spisovatelka, fotografka, odborářka a politička (* 14. července 1866)
- ? – Charles H. Carpenter, americký fotograf (* 1869)
- ? – Elfie Caroline Huntingtonová, americká fotografka, založila fotostudio ve Springville v Utahu, dokumenty každodenních událostí, ale i temných a vtipných fotografií (* 1868)
- ? – Dmitrij Georgijevič Děbabov, sovětský fotograf a novinář (* 1899)
- ? – Vani Burda, albánský fotograf (* 1875)
- ? – Hagop Iskender, arménsko-turecký fotograf (* 1871)
- ? – Gaetano d'Agata, italský fotograf (* 1883)
- ? – Valentine Mallet, fotografka (* 15. srpna 1862)
- ? – Aleksandr Osipovič Drankov, ruský fotograf (* 18. ledna 1886)
- ? – Mariano Fortuny y Madrazo, španělský fotograf (* 11. května 1871)
- ? – Fernand Préfontaine, kanadský fotograf (* 18. ledna 1888)
- ? – Gustave Verniory, belgický fotograf (* 14. října 1865)